# Cservenyák Tibor
Cservenyák Tibor (Szolnok, 1948. augusztus 8. –) olimpiai bajnok vízilabdázó, edző.

## Pályafutása
Tízéves korától a Szolnoki Dózsában, 1973-tól az Újpesti Dózsában, majd 1983-tól két évig a Volán SC-ben vízilabdázott kapusként. 1970 és 1984 között 134-szer szerepelt a magyar válogatottban. Tagja volt az 1976. évi nyári olimpiai játékokon, Montréalban olimpiai bajnoki címet szerzett a magyar csapatnak.
Sportolói pályafutása közben, 1970-ben a Budapesti Műszaki Egyetemen vegyészmérnöki, 1976-ban a TFTI-n (Semmelweis Egyetem, Testnevelési és Sporttudományi Kar, TF Továbbképző Intézet) vízilabda-edzői oklevelet szerzett.  Visszavonulása után, 1984-től 1990-ig a svájci Solothurn edzője, majd 1992-ig a svájci vízilabda-válogatott szövetségi kapitánya volt. Ezután vegyészként dolgozott Svájcban, ahol letelepedett.
2022 márciusában – a magyar sport hírnevét erősítő több évtizedes, kimagasló sportolói és edzői pályafutása elismeréseként – Áder János államfőtől megkapta a Magyar Érdemrend tisztikeresztje kitüntetést.

## Sporteredményei
- olimpiai bajnok (1976)
- olimpiai 2. helyezett (1972)
- világbajnok (1973)
- kétszeres világbajnoki 2. helyezett (1975, 1982)
- Európa-bajnok (1974)
- kétszeres Európa-bajnoki 2. helyezett (1970, 1983)
- Európa-bajnoki 3. helyezett (1981)
- kétszeres magyar kupagyőztes (1968, 1975)

## Díjai, elismerései
- Az év magyar vízilabdázója (1982)
- A Magyar Érdemrend tisztikeresztje (2022)